# 凤瑞街道
凤瑞街道，原为城关镇，是中华人民共和国河南省南阳市方城县下辖的一个街道办事处。

## 行政区划
凤瑞街道下辖以下村级行政区划单位：
新华街社区、安庄村、翟庄村、东关村、新建街村、三里岔村、南阁村和交通街村。